# Synodontis greshoffi
Synodontis greshoffi (Синодонтіс Гресгоффа) — вид риб з роду Synodontis родини Пір'явусі соми ряду сомоподібні. Названо на честь нідерландського поета Яна Гресхоффа.

## Опис
Загальна довжина сягає 26,6 см. Голова коротка, трохи сплощена зверху й сильно стиснута з боків. Очі відносно великі. Рот помірно широкий. На верхній щелепі зуби короткі й конусоподібні, на нижній — більш довгі, S-подібної форми. Є 3 пари коротких вусів. Тулуб масивний, присадкуватий, дещо стиснутий з боків. Спинний та грудний плавець мають гострі шипи. У самиць черево округле. Грудні плавці витягнуті. Черевні короткі та маленькі. Хвостовий плавець широкий, з невеличкою виїмкою, його верхня лопать довша за нижню.
Забарвлення тіла та плавців піщаного кольору з темними плямочками, що утворюють чудовий візерунок, який тягнеться до черева. Візерунок стає інтенсивніші на голові. Усі плавці з коричнюватими цятками.

## Спосіб життя
Зустрічається в річках з каламутною водою. Одинак. Спостерігається агресія до свого виду. Вдень ховається у печерках, серед каміння, корчів. Активний у присмерку. У пошуках здобичі риється в ґрунті. Живиться дрібними водними безхребетними.

## Розповсюдження
Мешкає у верхів'ях річки Конго (Республіка Конго та Демократична республіка Конго). Є відомості про цього сома в камерунських річках Боумба і Доуме.